# MIPS Technologies
A MIPS Technologies, Inc. (korábban MIPS Computer Systems) egy amerikai félvezető-tervező vállalat volt, amely leginkább a MIPS-architektúra (a Microprocessor without Interlocked Pipeline Stages rövidítése) kifejlesztéséről és licenceléséről ismert. A MIPS processzorokat széles körben alkalmazták beágyazott rendszerekben, hálózati eszközökben, játékkonzolokban (pl. Nintendo 64, PlayStation, PlayStation 2) és korai szuperszámítógépekben.
A cég úttörő szerepet játszott a RISC processzor-architektúrák elterjesztésében. A MIPS Technologies üzleti modellje a processzor-tervek (ún. IP magok) licencelésére épült, amelyeket más félvezetőgyártók (pl. Broadcom, MediaTek, Microchip) integrálhattak a saját chipjeikbe.

## Története

### MIPS Computer Systems (1984–1992)

A MIPS Computer Systems logója

A céget 1984-ben alapította John L. Hennessy, a Stanford Egyetem professzora és egy kutatócsoport, a DARPA által finanszírozott MIPS projekt eredményeire építve.
A MIPS Computer Systems kezdetben a RISC elveken alapuló mikroprocesszorok (R2000, R3000) és komplett számítógépes rendszerek (ún. MIPS munkaállomások) tervezésével és gyártásával foglalkozott.
a MIPS R3000-es processzora volt az első kereskedelmileg igazán sikeres RISC chip, amely olyan cégek munkaállomásaiban kapott helyet, mint a Digital Equipment Corporation. Bár technológiailag fejlett termékeket állítottak elő, a cég pénzügyi nehézségekkel küzdött az erős piaci verseny (pl. Sun Microsystems, Hewlett-Packard) miatt.
1992-ben a Silicon Graphics (SGI) 400 millió dollárért felvásárolta a céget, hogy biztosítsa a jövőbeni processzor-ellátását a nagyteljesítményű grafikus munkaállomásaihoz és szervereihez.

### MIPS Technologies (1998–2018)
1998-ban a Silicon Graphics leválasztotta a processzorfejlesztő részleget, amely MIPS Technologies néven önálló, tőzsdén jegyzett vállalatként működött tovább. A MIPS ekkor váltott üzleti modellt: ahelyett, hogy komplett chipeket gyártott volna, a processzor-architektúrák és IP magok licencelésére fókuszált. Ez a stratégia sikeresnek bizonyult a beágyazott rendszerek piacán, ahol a MIPS architektúra alacsony fogyasztása és skálázhatósága komoly előnyt jelentett.
A 2000-es években a MIPS architektúra a digitális otthoni eszközök (pl. routerek, set-top boxok) és a mobilkommunikáció meghatározó szereplőjévé vált. Az ARM architektúra térnyerése azonban egyre nagyobb versenyt támasztott, különösen az okostelefonok piacán.

### Felvásárlások és az architektúra jövője (2013–napjainkig)
2013-ban a MIPS Technologies-t felvásárolta az Imagination Technologies, egy brit chip-tervező vállalat, 100 millió dolláros ügylet keretében. A cél az volt, hogy a MIPS processzormagokat integrálják az Imagination PowerVR grafikus magjaival, létrehozva egy komplett IP-platformot.
2018-ban a céget a Wave Computing, egy mesterséges intelligenciával foglalkozó startup vásárolta meg. A Wave Computing terve az volt, hogy a MIPS architektúrát a saját AI-adatfolyam-feldolgozó (dataflow) technológiájával ötvözi. A cég azonban 2020-ban csődvédelmet kért.
A csődeljárásból való kilábalás után a Wave Computing 2021-ben bejelentette, hogy a MIPS architektúra fejlesztését nyílt forráskódúvá teszi, hogy felvegye a versenyt a RISC-V-vel.
2025 júliusában a MIPS-et felvásárolta a GlobalFoundries, a világ egyik vezető félvezetőgyártója.

## Termékek és technológia
A MIPS Technologies fő termékei a MIPS architektúra különböző verziói és az azokra épülő, licencelhető processzormagok voltak.
- MIPS I-V: Az architektúra korai, 32 bites verziói.
- MIPS32 és MIPS64: A 32 és 64 bites architektúrák, amelyek a legelterjedtebbé váltak. Ezek számos kiterjesztéssel rendelkeztek, például a SIMD (Single Instruction, Multiple Data) utasításkészlettel a multimédiás feladatok gyorsítására (MIPS-3D).
- microMIPS: Egy változó hosszúságú utasításkészlet, amely a 16 és 32 bites utasítások keverésével jobb kódsűrűséget tett lehetővé, ami a beágyazott rendszerekben kulcsfontosságú.
- MIPS multi-threading (MT): Hardveres többszálú végrehajtást támogató technológia, amely lehetővé tette, hogy egyetlen processzormag több programszálat (thread) futtasson párhuzamosan.

### Jelentős MIPS processzor modellek
| Modell         | Bemutatás éve | Fő jellegzetesség                                                                    |
| -------------- | ------------- | ------------------------------------------------------------------------------------ |
| R2000          | 1985          | Az első kereskedelmi forgalomba hozott MIPS implementáció.                           |
| R3000          | 1988          | Rendkívül sikeres; a Sony PlayStation és korai SGI munkaállomások alapja.            |
| R4000          | 1991          | A világ első 64 bites mikroprocesszora.                                              |
| R4300          | 1995          | Költséghatékony R4000 variáns; a Nintendo 64 konzolban használták.                   |
| R10000         | 1996          | Fejlett, soron kívüli vagy nemszekvenciális (out-of-order) szuperskalár processzor.  |
| Emotion Engine | 2000          | Egyedi, MIPS-alapú processzor a PlayStation 2 számára, 128 bites SIMD képességekkel. |

## Jelentősége és hatása
A MIPS architektúra alapvető hatást gyakorolt a számítástechnika fejlődésére.
- Oktatás: A MIPS architektúra egyszerűsége és letisztult RISC felépítése miatt világszerte az egyetemi számítógép-architektúra kurzusok egyik leggyakoribb példája. David Patterson és John Hennessy híres „Számítógép-tervezés és -szervezés” című könyve is a MIPS-re épül.
- Beágyazott rendszerek: Évtizedekig domináns szereplő volt a hálózati eszközök (pl. Cisco, Linksys routerek), nyomtatók és más beágyazott rendszerek piacán.
- Játékkonzolok: A MIPS processzorok adták a Nintendo 64 (NEC VR4300),[10] a Sony PlayStation (R3000A)[11] és a PlayStation 2 („Emotion Engine”)[12] központi egységének alapját, meghatározva egy egész konzolgeneráció teljesítményét.

## Érdekességek
- Az SGI Indigo és a nagy teljesítményű Onyx vizualizációs szuperszámítógépek is MIPS processzorokra (pl. R4000, R8000, R10000) épültek. Ezek a gépek forradalmasították a 3D-s grafikát a filmiparban (pl. a Jurassic Park effektjeihez is használták őket).[13]
- A NASA New Horizons űrszondája, amely 2015-ben történelmi közelségből készített felvételeket a Plútóról és holdjairól, egy sugárzástűrő MIPS-alapú processzort, a Mongoose–V-t használja a fedélzeti irányítórendszeréhez. Ez is mutatja az architektúra megbízhatóságát extrém körülmények között.[14]